# Édouard-Henri Avril
Édouard-Henri Avril (Algeri, 21 maggio 1849 – Le Raincy, 28 luglio 1928) è stato un pittore e illustratore francese. Con lo pseudonimo di Paul Avril, fu un illustratore di letteratura erotica.

## Biografia
Édouard-Henri Avril era figlio di un colonnello della gendarmeria. Lo stesso Avril combatté e rimase ferito nella guerra franco-prussiana prima di iniziare i suoi studi artistici. Fu insignito della Legion d'Onore il 31 maggio 1871 per le ferite riportate durante la guerra, che portarono al ritiro dalla carriera militare il 23 gennaio 1872.
Avril studiò l'arte in vari saloni di Parigi. Dal 1874 al 1878 egli entrò nell'École nationale supérieure des beaux-arts di Parigi. Ricevette l'incarico da parte di Théophile Gautier di illustrare la novella Fortunio, adottando così lo pseudonimo di Paul Avril. Il suo incarico lo rese un artista di grande reputazione e stimolò numerosi commissioni e contratti da parte di autori importanti della letteratura galante del giorno, una forma di erotismo. Questi libri furono scritti tipicamente in piccole edizioni oppure su abbonamento, organizzato dai collezionisti.
Avril illustrò numerosi opere quali il Salammbô di Gustave Flaubert, il Le Roi Candaule di Théophile Gautier, il Fanny Hill di John Cleland, le Avventure del Cavaliere de Faublas di Jean-Baptiste Louvet de Couvray, il Mon Oncle Barbassou di Mario Uchard, The Madam di Jules Michelet, Musk, Hashish and Blood di Hector France, gli scritti di Pietro Aretino, e le novelle anonime lesbiche del Gamiani. I suoi maggiori lavori sono stati i disegni per De figuris Veneris: un manuale di classico erotismo dello scolaro tedesco Friedrich Karl Forberg.

## Galleria dei dipinti

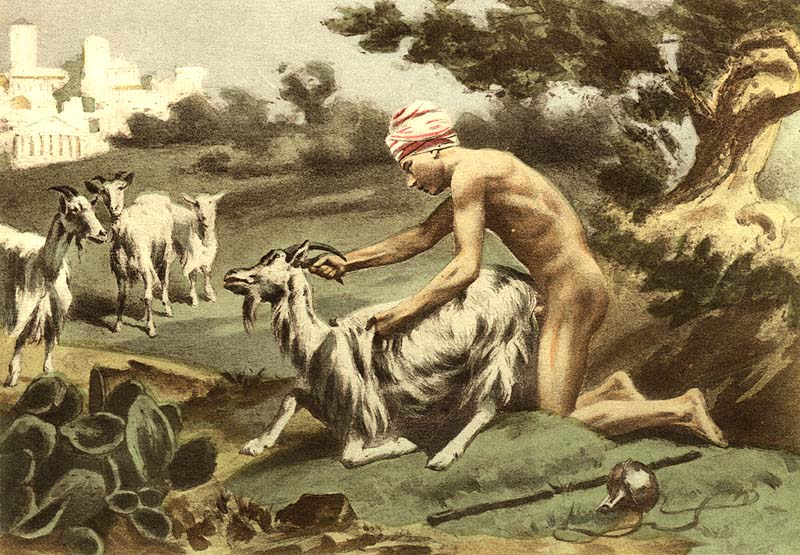
Zooerastia tra pastore e capra.
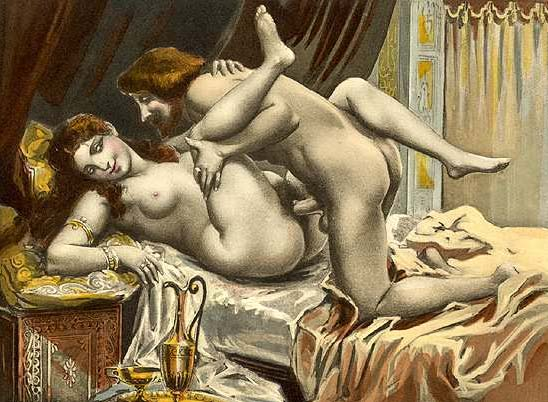
Scena erotica, 1892, tratta dai Sonetti lussuriosi di Pietro Aretino.
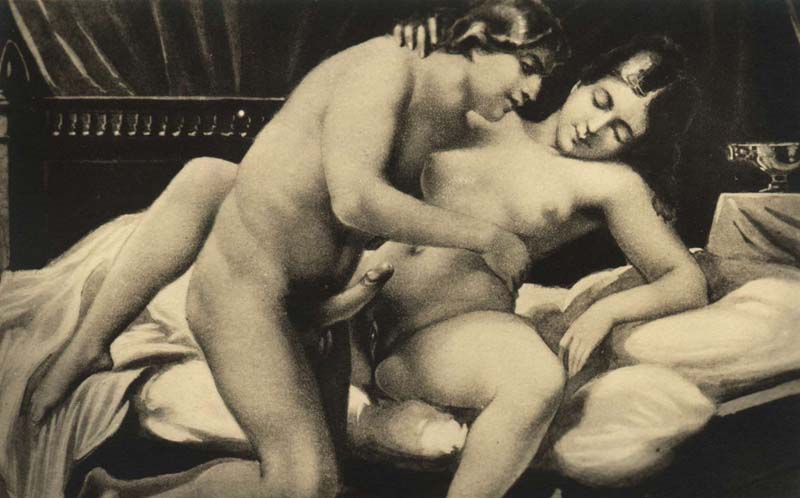
Scena erotica, 1892, tratta dai Sonetti lussuriosi di Pietro Aretino.
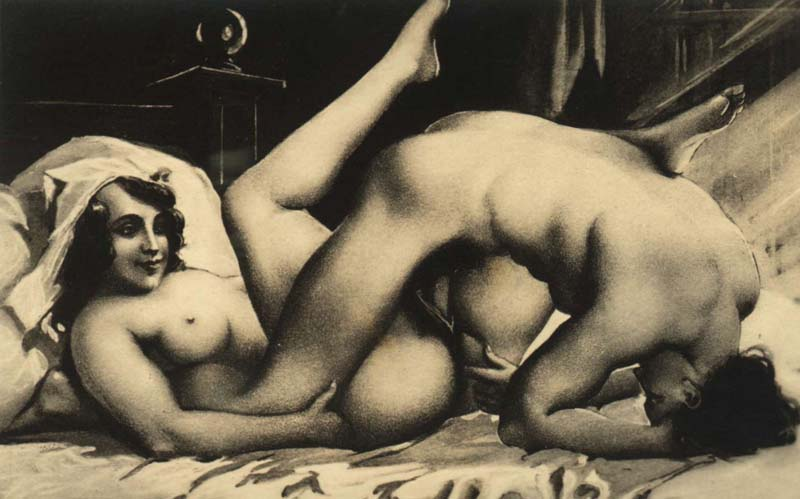
Scena erotica, opera di Édouard-Henri Avril, 1892, tratta dai Sonetti lussuriosi di Pietro Aretino.
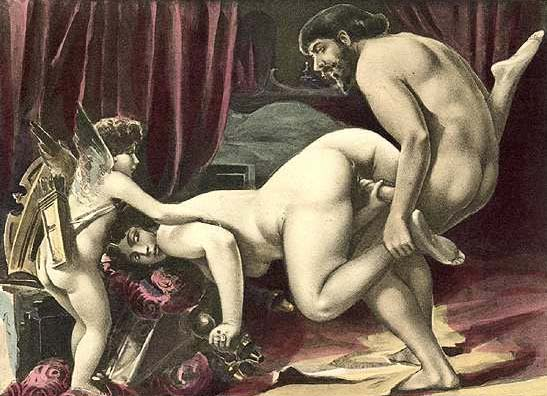
Scena erotica, 1892, tratta dai Sonetti lussuriosi di Pietro Aretino.
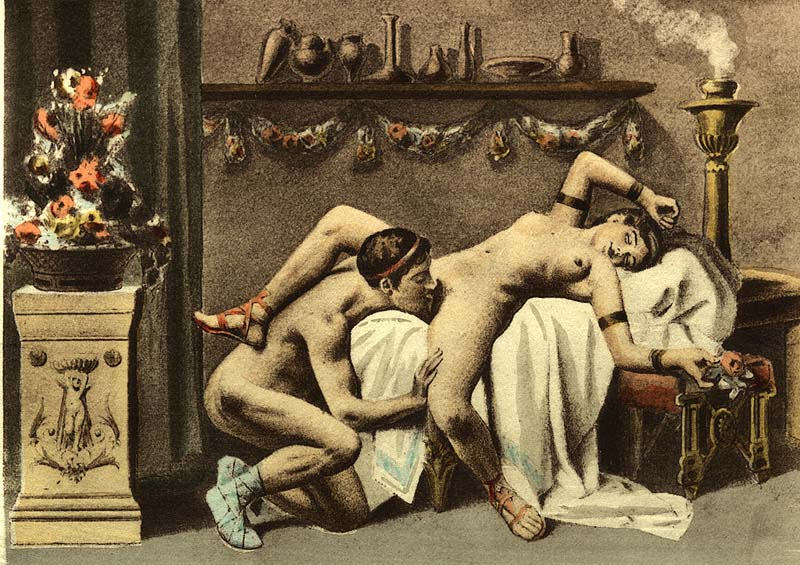
Illustrazione interni per De figuris Veneris.
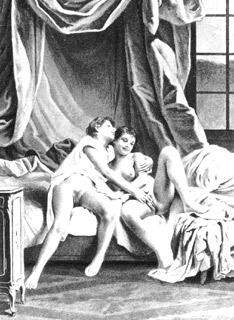
Histoire de Saturnin, 1908.
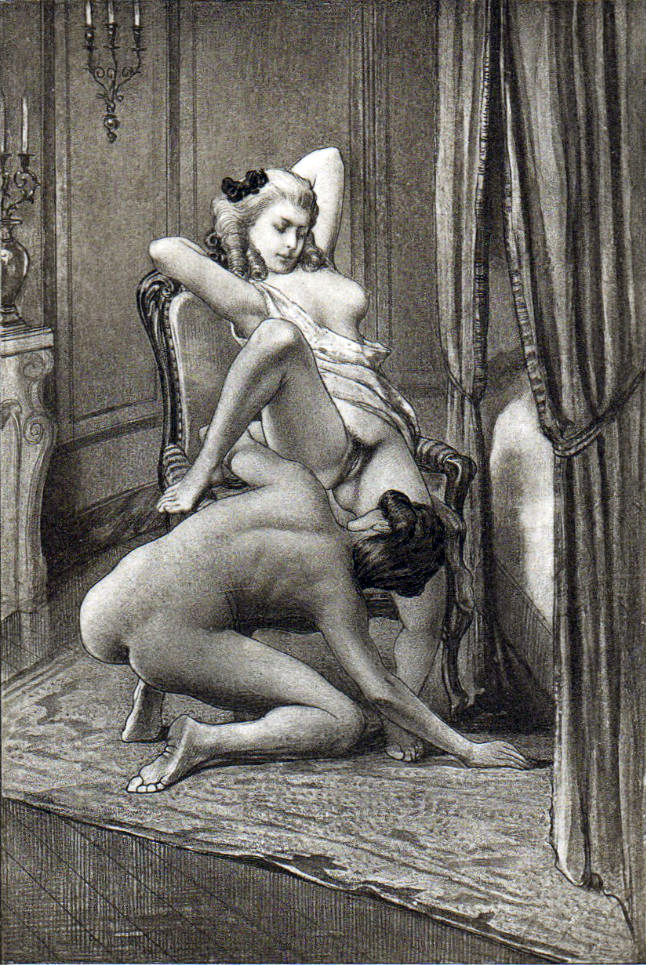
Illustrazione per Fanny Hill: "Les charmes de Fanny exposés".
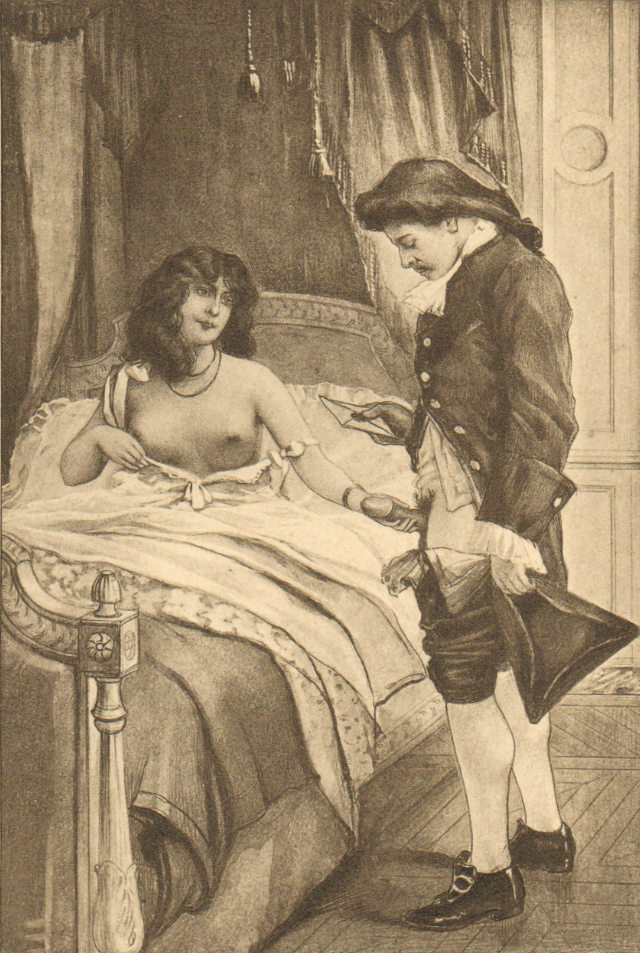
Illustrazione per Fanny Hill: "Fanny emboldens William".
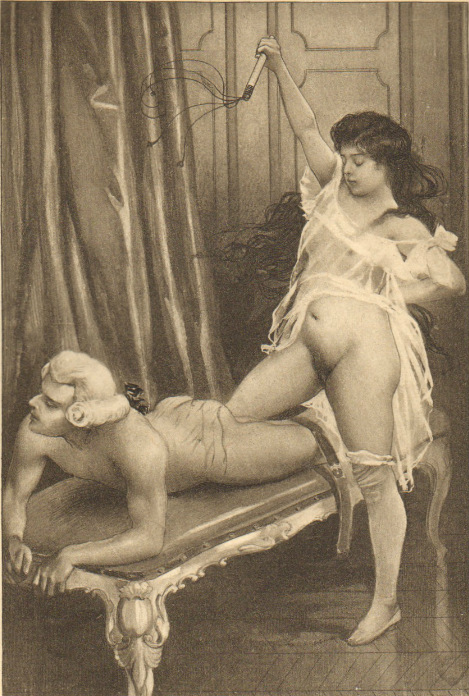
Illustrazione per Fanny Hill: una scena di flagellazione.
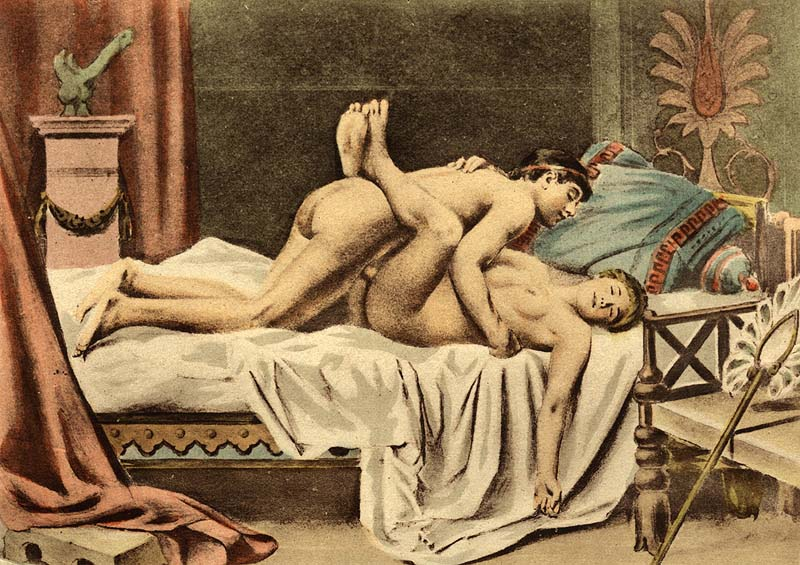
Posizione del missionario.
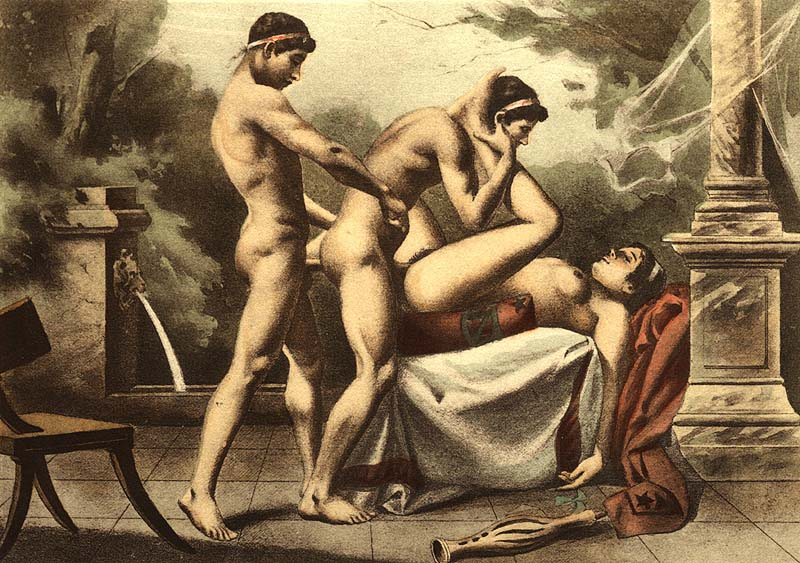
Piastra XVIII da "De figuris Veneris".